# La Regrippière
La Regrippière település Franciaországban, Loire-Atlantique megyében. Lakosainak száma 1559 fő (2022. január 1.). La Regrippière La Remaudière, Vallet, Montrevault-sur-Èvre, Sèvremoine és Beaupréau-en-Mauges községekkel határos.

## Népesség
A település népességének változása:
| Lakosok száma | 957  | 905  | 1093 | 1422 | 1525 | 1532 | 1527 | 1525 | 1520 | 1559 |
|               | 1968 | 1982 | 1990 | 2006 | 2013 | 2015 | 2017 | 2019 | 2020 | 2022 |